# Vicki Vale
Vicki Vale est un personnage de fiction appartenant à l'univers de DC Comics. Créé par Bob Kane et Bill Finger, elle apparaît pour la première fois dans le comic book Batman #49 en 1948.

## Biographie du personnage
Vicki Vale représente à l'origine un personnage féminin bon, important et récurrent dans l'univers de Batman. Vicki Vale est une journaliste de Gotham. Son rôle est essentiellement de suivre Batman à travers Gotham et de tenter de le démasquer. Vicki émet finalement l’hypothèse que Bruce Wayne et Batman sont une seule et même personne. Vicki est également attirée par Bruce Wayne et son alter ego Batman. Pendant 15 ans, de 1948 à 1963, Vicki est restée un personnage récurrent, mais en 1964 le nouveau rédacteur en chef décide de faire disparaître Vicki Vale ainsi que plusieurs autres personnages récurrents.
Son retour furtif en 1977, soit 14 ans plus tard, nous apprend que Vicki s'est mariée. Elle ne réapparaît que 5 ans plus tard en 1982 et il n'est pas fait mention de son mariage. Il est révélé qu'elle a vécu en Europe pendant toutes ses années d'absence. Vicki devient l'un des intérêts romantiques de Bruce au grand dam de Sélina Kyle (Catwoman) et de Julia Pennyworth (la fille d'Alfred).
Après une absence remarquée, Vicki revient dans la vie de Bruce au début des années 1990. Leur relation amoureuse est compliquée par les absences de Bruce. Batman veut lui révéler son identité secrète mais se ravise, ce qui met fin à leur relation. Vicki commence à enquêter sur Batman et ses acolytes pour découvrir leur identité.
En 2008, Vicki est devenue blonde et apparaît dans le comics Double-Face : Year One. Par la suite Vicki apparaît dans des numéros spéciaux et cherche à chaque fois la véritable identité de Batman.
Dans Bruce Wayne : The Road Home, Vicki découvre enfin que Batman est bel est bien Bruce Wayne comme elle le supposait, mais avant de publier son article elle veut s'entretenir avec lui. Elle est pourchassée par la ligue des assassins, car ils savent qu'elle connait la vérité sur Batman mais est sauvée par ce dernier. Réalisant que la cause du justicier est importante et juste, elle décide de ne jamais révéler son secret et devient l'une des alliés de Bruce.
Vicki apparaît également dans la saga Batman Eternal. Elle est journaliste et enquête sur la forte criminalité à Gotham. Vicki tombe amoureuse de l'inspecteur puis commissaire Jason Bard. Elle commencera à avoir des soupçons sur son petit ami et découvrira qu'il est corrompu et qu'il tente de nuire à Batman.

## Biographie alternative
Dans le film de 1989, Vicki Vale est jouée par Kim Basinger. Elle devient la fiancée de Bruce Wayne et apprend sa double identité. Contrairement au personnage des comics qui la montre rousse, elle apparaît blonde dans le film.
Dans la série Batman série animée, Vicki Vale n’apparaît pas mais un personnage est créé du nom de Summer Gleeson et a des similitudes avec le personnage. En effet, elle est rousse et journaliste à Gotham. Tout comme Vicki Vale, Summer aura des doutes sur Bruce Wayne concernant l'identité de Batman mais ses doutes seront dissipés par la malice de Bruce.
Summer Gleeson (variante du personnage de Vicki Vale) apparaît également dans le film d'animation Batman et Mr. Freeze : Subzero tiré de la série.
Dans le film d'animation Batman contre Dracula, Vicki est une journaliste de télévision et est dans une relation avec Bruce Wayne. Dracula la kidnappera mais elle sera sauvée par Batman.
Dans la série de jeux vidéo Batman: Arkham, Vicki est un personnage secondaire récurrent et le personnage est doublé par Laura Préjean en VF.
Vicki Vale apparaît également dans le jeu vidéo Lego Batman 2: DC Super Heroes.
Il est révélé que sa tante Valérie Vale apparaîtra dans la saison 3 de Gotham, le personnage sera âgée d'une vingtaine d'années et apprentie journaliste. Elle sera interprétée par Jamie Chung.
Elle apparait également dans le jeu Batman développé par Telltale Games, dont la sortie a débuté en été 2016. Dans cette version de l'univers de Batman, Vicki s'appelle en réalité Victoria Arkham, fille des fondateurs de l'Asile d'Arkham. Adoptée enfant par les Vale qui la torturent et la maltraitent, Vicki nourrit une haine farouche et devient Lady Arkham, chef du groupuscule terroriste des Enfants d'Arkham, qui cherche à dévoiler les agissements de Thomas Wayne, le maire Hill et de Carmine Falcone, responsables de la mort de ses parents biologiques, et de répandre une toxine accentuant la violence sur Gotham. Dirigeant le Pingouin, Batman apprendra finalement la vérité sur elle. Après un combat acharné dans la vieille crypte d'Arkham, Vicki mourra en tentant de fuir, écrasée par des blocs tombant du plafond de la salle en train de s'écrouler.

## Description

### Physique
Vicki Vale est une jeune femme blonde, mince et élégante. Dans sa première apparition en 1948, Vicki a les cheveux frisés. Puis dans plusieurs autres comics, Vicki aura les cheveux raide et long. Vicki a été dessinée avec les caractéristiques de la jeune mannequin Norma Jean Mortensen appelée plus tard Marilyn Monroe.

### Personnalité
Vicki est une femme indépendante, intelligente mais assez crédule. Son travail a beaucoup d'importance dans sa vie ce qui la pousse à prendre parfois des risques.

## Adaptations à d'autres médias

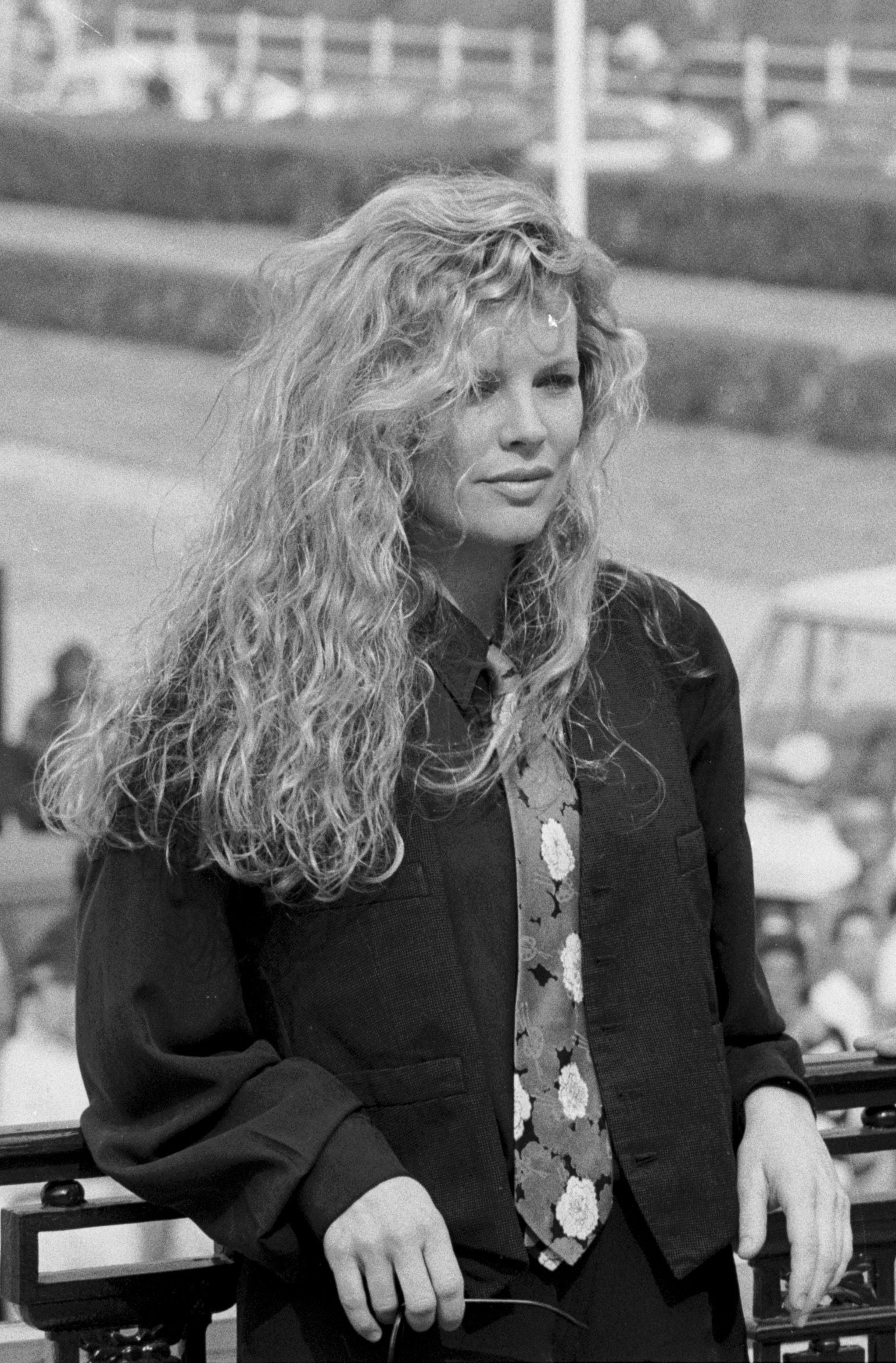
En 1989, l'actrice Kim Basinger interprète Vicki Vale dans le film Batman de Tim Burton.

### Sérial
- Batman & Robin (15 épisodes, Spencer Gordon Bennet, 1949) avec Jane « Poni » Adams.

### Films
- Batman (Tim Burton, 1989) avec Kim Basinger (VF : Michèle Buzynski ; VFC : Claudie Verdant)
- Lego Batman, le film (Chris McKay, 2017) avec Kim Basinger

### Vidéofilms et films d'animation
- Batman contre Dracula (Duane Capizzi, Michael Goguen, 2005) avec Tara Strong (VF : Laura Préjean)
- Batman : Year One (Sam Liu, 2011) adapté du comic Batman : Année Un de Frank Miller avec Grey DeLisle (VF : Anne Rondeleux)
- Lego Batman, le film : Unité des super héros (Lego Batman: The Movie - DC Super Heroes Unite) (Jon Burton, 2013) avec Erin Shanagher (VF : Edwige Lemoine)
- Merry Little Batman (Mike Roth, 2023) doublée en anglais par Cynthia McWilliams

### Télévision
- Batman la série animée (Batman : The animated series, 1992-1994) avec Mari Devon (VF : plusieurs voix) (Summer Gleeson, similitude avec Vicki Vale)

- Batman et Mr. Freeze : Subzero (1998) avec Mari Devon (VF : Régine Teyssot) (Summer Gleeson, similitude avec Vicki Vale)

- Batman : L'Alliance des héros (Batman: The Brave and the Bold, James Tucker, 2008-2011) avec Gabrielle Carteris (VF : Anne Rondeleux)

- Gotham  (2016) Jamie Chung interprète Valerie Vale, la tante de Vicki, dans la saison 3.

- My Adventures with Superman (2023) saison 1 & 2 doublée par Andromeda Dunker (VF : Edwige Lemoine).

### Podcasts
- Batman : Autopsie (David S. Goyer (VF : Douglas Attal), 2022) avec Ashly Burch (VF : Ana Girardot)

### Jeux vidéo
- Batman: Arkham City jeu vidéo, sorti le 20 octobre 2011. (VF : Laura Préjean)
- Batman: Arkham Origins jeu vidéo, sorti le 25 octobre 2013. (VF : Laura Préjean)
- Batman Arkham Knight jeu vidéo, sorti le 23 juin 2015. (VF : Laura Préjean)
- Lego Batman 2: DC Super Heroes jeu vidéo, sorti le 22 juin 2012. (VF : ?)
- Batman: A Telltale Games Series jeu vidéo, sorti en 2016. (VO : Erin Yvette)
- Batman: The Enemy Within jeu vidéo, sortie en 2017.